# Isdera Imperator 108i
Isdera Imperator 108i — дрібносерійний німецький суперкар, що випускався з 1984 до 2001 року.

## Опис

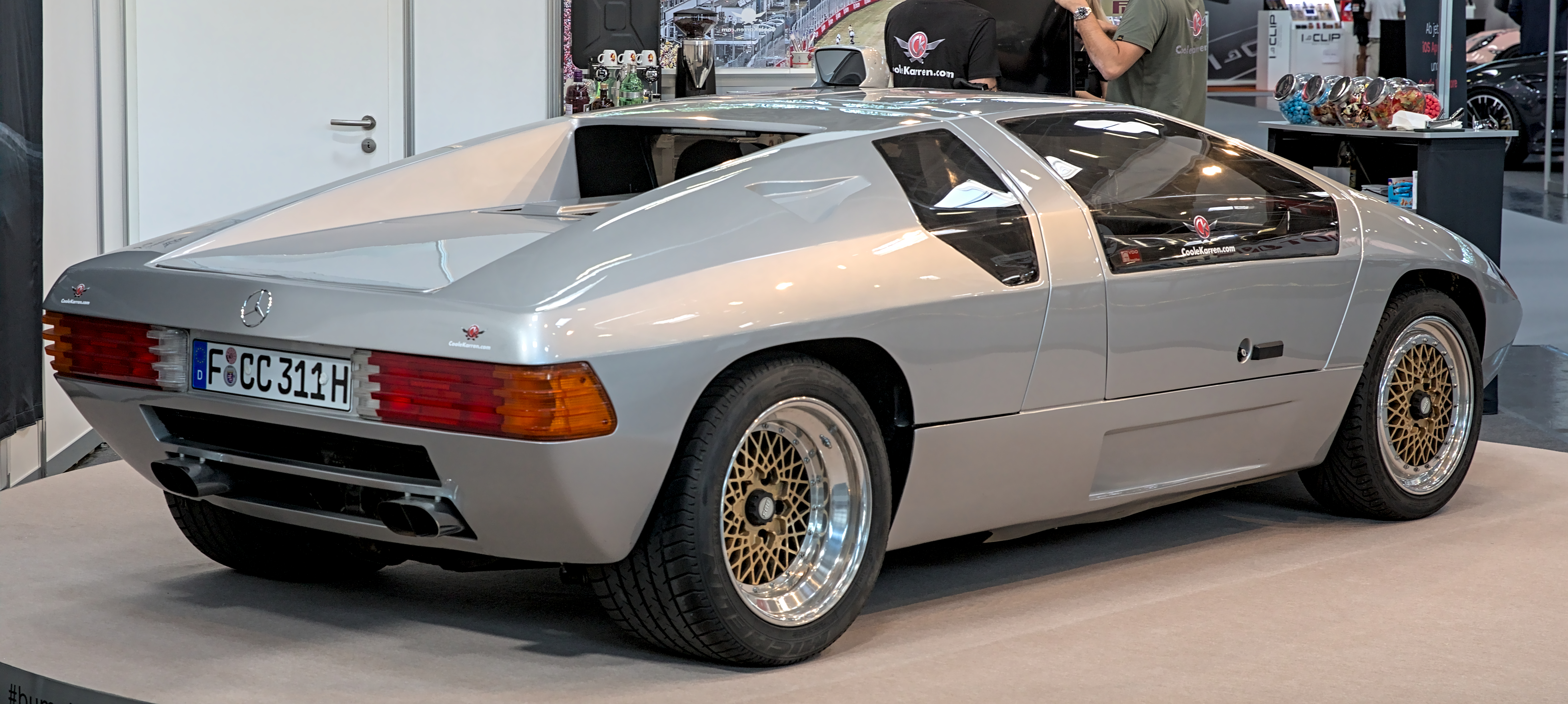
Isdera Imperator 108i

Автомобіль створювався на основі концепт-кара Mercedes-Benz CW311, представленого у 1978 році. Еберхард Шульц, який раніше працював як інженер-конструктор для Mercedes-Benz, займався як розробкою концепту CW311, так і Imperator 108i. Без інтересу до концепту CW311 для виробництва, Mercedes-Benz дозволив Шульцу випускати автомобіль під власним брендом, Isdera. Таким чином, Imperator є наступником CW311. Від останнього він відрізняється збільшеним внутрішнім простором та зовнішнім дизайном. Приміром, замість прихованих фар з'явилися звичайні.

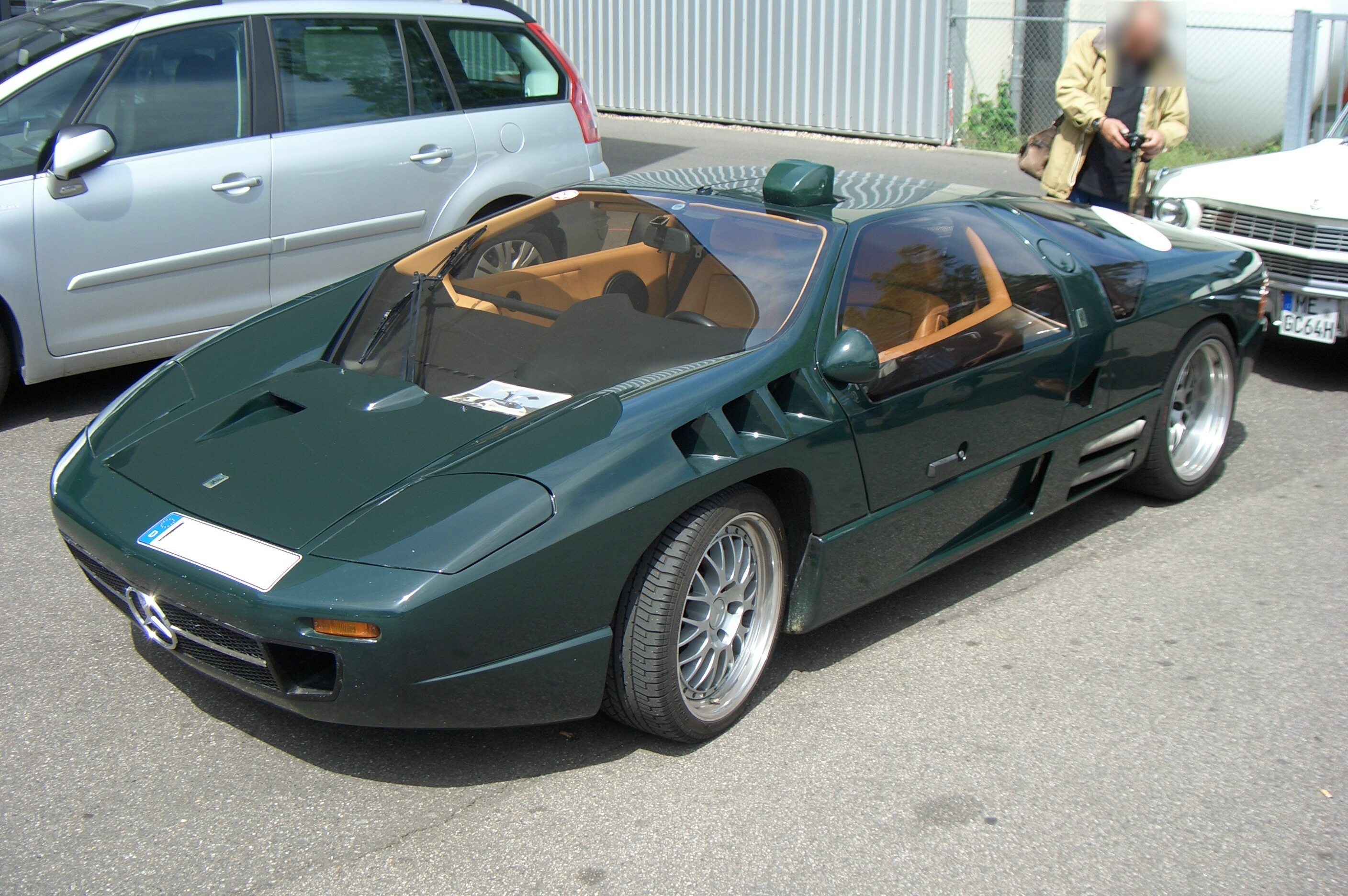
Isdera Imperator 108i ІІ (1992-2001)

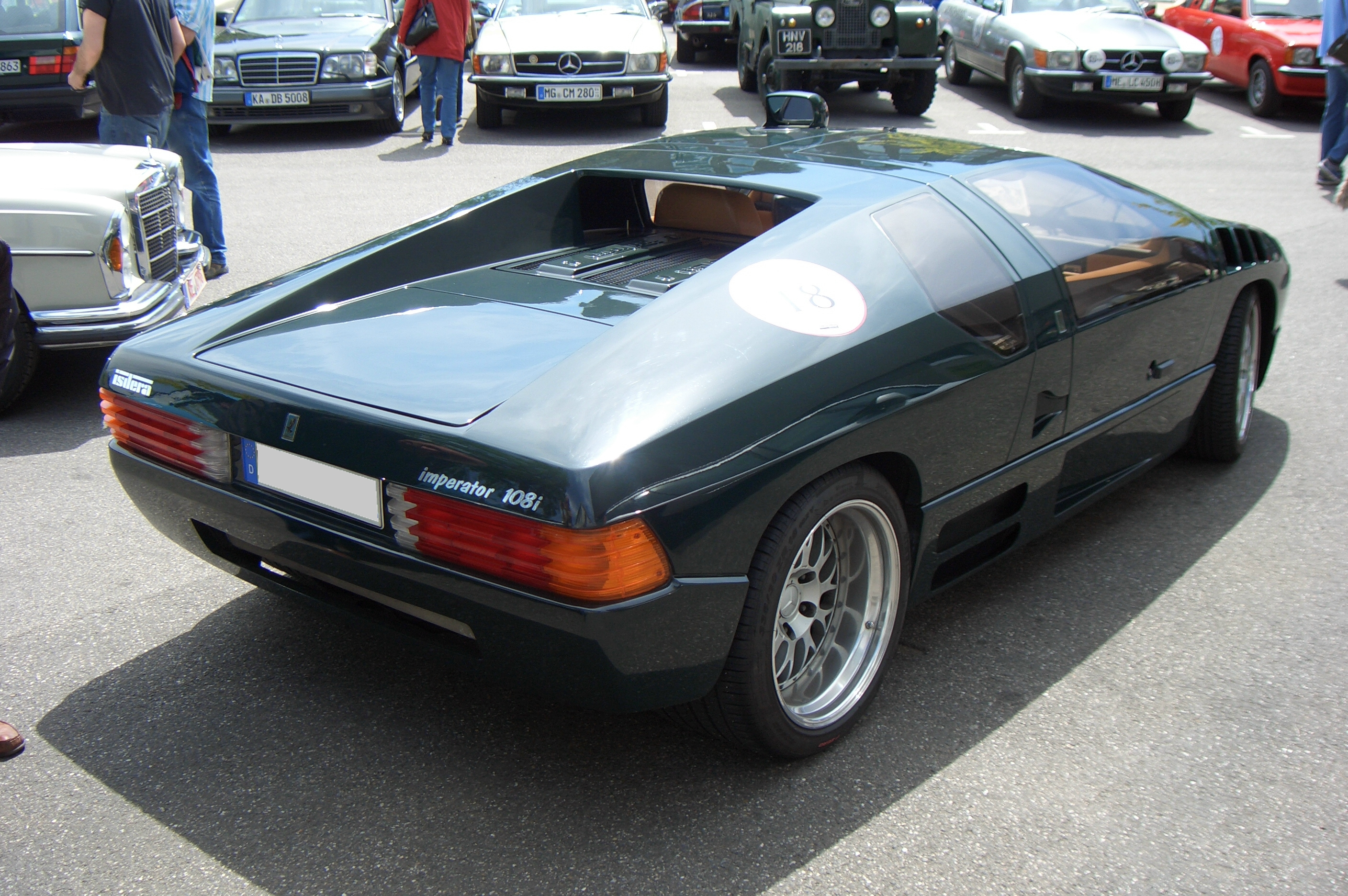
Isdera Imperator 108i ІІ (1992-2001)

Реалізація кузова зі скловолокна, одягненого на сталевий трубчастий каркас, робила Isdera Imperator 108i схожою на автомобілі Lamborghini свого часу. На перші екземпляри Imperator 108i встановлювався двигун Mercedes-Benz M117 об'ємом 5,0 л та конфігурацією V8, який дозволяв автомобілю розвивати максимальну швидкість до 283 км/год. Розгін до 97 км/год займав 5,0 секунди. Після того, як Mercedes-Benz розробив потужніші двигуни V8, вони також були використані на Imperator 108i. Ці двигуни включали 5,6-літрові Mercedes-Benz M117 та AMG V8, а також 6,0-літровий AMG V8. Обидва двигуни AMG мали нові 32-клапанні головки блоку циліндрів.
Відмінним зовнішнім елементом Imperator 108i є перископ заднього виду, розташований на даху автомобіля. Крім цього, у нього є двері крила чайки.
Виробництво автомобіля складалося із двох серій. Перша серія була випущена у кількості 17 екземплярів до 1991 року. Друга серія була змінена технічно і дизайном, і випускалася до 2001 року. Загалом було випущено 30 одиниць моделі, дві з яких було експортовано до Японії.

## Двигуни
Перша серія
- 5.0 L (4,973 см3) Mercedes-Benz M117 V8 235 к.с.
- 5.6 L (5,547 см3) Mercedes-Benz M117 V8 300 к.с.
- 5.6 L (5,547 см3) AMG M117 V8 365 к.с.

Друга серія
- 5.0 L (4,973 см3) Mercedes-Benz M119E50 V8 326 к.с.
- 6.0 L (5,956 см3) AMG M119E60 V8 410 к.с.